# Rooskensdonk
Rooskensdonk is de naam van een natuurgebied ten noorden van Prinsenbeek en de Bredase wijk Haagse Beemden. Het betreft een laaggelegen poldergebied dat zich ten zuiden van de Mark bevindt en ten oosten van de autosnelweg A16. De oppervlakte van Rooskensdonk bedraagt 62 ha.
Dit gebied maakt deel uit van De Donken, een beheersgebied van Staatsbosbeheer, dat 146 ha omvat en ook het Haagse Beemdenbos omvat. Het is een open boezemgebied van de Mark en met lage dijkjes omgeven. Hier wordt een vochtig landschap gecreëerd waar ganzensoorten en de kleine zwaan in de wintermaanden kunnen vertoeven. Ook is het een broedgebied voor weidevogels.
Het gebied is niet toegankelijk, maar vanaf de rand ervan kan men de vogels waarnemen.